# Ban Mae Sai
Ban Mae Sai (Thai: บ้านแม่สาย) is een plaats in de tambon Wiang Phang Kham in de provincie Chiang Rai. De plaats telde in 2012 in totaal 1629 inwoners, waarvan 736 mannen en 893 vrouwen. Ban Mae Sai telde destijds 432 huishoudens.
In de plaats bevindt zich een tempel, de Wat Tham Pha Jom.